# Spoorlijn Bern - Schwarzenburg
De spoorlijn Bern - Schwarzenburg is een Zwitserse spoorlijn van de voormalig spoorwegmaatschappij Bern-Schwarzenburg-Bahn (afgekort BSB) gelegen in kanton Bern.

## Geschiedenis

Het traject van Bern naar Schwarzenberg werd op 1 juni 1907 geopend. Het bedrijf fuseerde per 1 januari 1944 met de Gürbetalbahn (GTB) en de Bern-Schwarzenburg-Bahn (BSB) noemde zich daarna Gürbetal-Bern-Schwarzenburg-Bahn (GBS), die het bedrijf op de (BSB) traject voortzette.
In 1997 fuseerden de Berner Alpenbahngesellschaft BLS met de Spiez-Erlenbach-Zweisimmen-Bahn (SEZ), de Gürbetal-Bern-Schwarzenburg-Bahn (GBS), de Bern-Neuenburg-Bahn (BN) en de Bern-Schwarzenburg-Bahn (BSB) en gingen verder onder de naam BLS Lötschbergbahn.
Sinds de fusie in 2006 van de Regionalverkehr Mittelland (RM) met de BLS Lötschbergbahn werd de naam BLS AG ingevoerd.

## Treindiensten
Het personenvervoer van de S-Bahn Bern wordt uitgevoerd door de BLS.

## Elektrische tractie
De lijn van de BSB in 1920 geëlektrificeerd met een spanning van 15.000 volt 16 2/3 Hz wisselstroom.